# 头序荛花
头序荛花（学名：Laplacea capitata）为山茶科南美大头茶属的植物，是中国的特有植物。分布在中国大陆的贵州、四川、湖北、陕西等地，生长于海拔300米至1,000米的地区，多生长在向阳山坡或林下，目前尚未由人工引种栽培。

## 别名
滑皮树；香叶子（重庆云阳）、木兰条（贵州快橙）、赶山尖、黄狗皮（四川苍溪）